# Christian von Prachatitz
Christian von Prachatitz (tschechisch Křišťan z Prachatic; latinisiert Christianus de Prachaticz; * um 1368 in Prachatice; † 4. September 1439 in Prag) war ein böhmischer Priester, Mathematiker, Astronom, Theologe, Arzt und Universitätslehrer. Er lehrte an der Karls-Universität Prag, wo er 1405, 1412/13, 1434 und 1437 das Amt des Rektors und 1437 bis 1439 des Administrators der utraquistischen Kirche bekleidete.

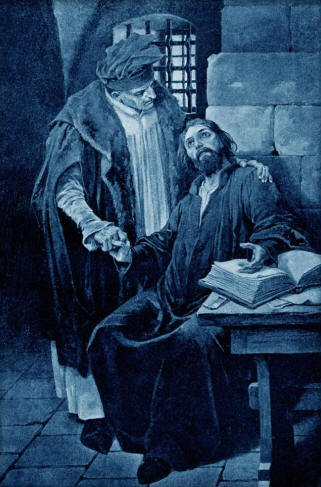
Věnceslav Černý: Christian aus Prachatice besucht von Meister Jan Hus

## Leben
Christian von Prachatitz studierte ab 1386 an der Prager Karls-Universität. Dort erwarb er 1388 den akademischen Titel eines Baccalaurius und zwei Jahre später den Magistergrad Magister artium. Anschließend lehrte er an der Universität, wo Jan Hus zu seinen Schülern gehörte. 1403 wurde er Dekan der Artistenfakultät und 1405 Rektor der Universität. Es ist nicht bekannt, wann er die Priesterweihe erhielt. 1405 wurde er zum Pfarrer der St.-Michaels-Kirche (an der Michalská in der Prager Altstadt) berufen. Zusammen mit Johannes Cardinalis von Bergreichenstein nahm er 1409 am Konzil von Pisa teil. Bei Siegmund Albich studierte Christian von Prachatitz Medizin. 1413 wurde er von König Wenzel zum Leiter einer Kommission berufen, die sich mit dem über Jan Hus verhängten Predigtverbot und dessen Rückkehr nach Prag befassen sollte. 1415 setzte er sich auf dem Konzil von Konstanz für Jan Hus ein. Nach der Rückkehr nach Prag war er ab 1417 wieder Dekan der Philosophischen Fakultät. 1427 musste er vor den Hussiten fliehen. 1429 kehrte er zurück und 1434 wurde er wiederum zum Rektor gewählt. Von 1437 bis 1439 hatte er das Amt des Administrators der utraquistischen Kirche inne.

## Werke
Christian von Prachatitz verfasste zahlreiche Schriften, vor allem im Bereich der Mathematik, der Astronomie und der Medizin. Einzelne seiner Handschriften befinden sich in der Bayerischen Staatsbibliothek sowie in der Staats- und Universitätsbibliothek Königsberg.
- De composicione astrolabii[7]
- De utilitate (usu) astrolabii
- Regula ad fixanda festa mobilia
- Algorismus prosaycus.
- Computus chirometralis
- Antidotar
- Herbularium
- Theriak-Pesttraktat (deutsch)
- Arzneibüchlein des Magisters Christian von Prachatitz, Olmütz[8]

## Würdigung
Christian von Prachatitz gehört zu den 72 berühmten Personen, deren Namen im Jahr 2008 an der Fassade des Nationalmuseums in Prag angebracht wurden. Diese Persönlichkeiten wurden auch in der Serie Dvaasedmdesát jmen české historie (72 Namen der tschechischen Geschichte) der öffentlich-rechtlichen Fernsehanstalt Tschechiens porträtiert.